# Ceramica a vernice nera

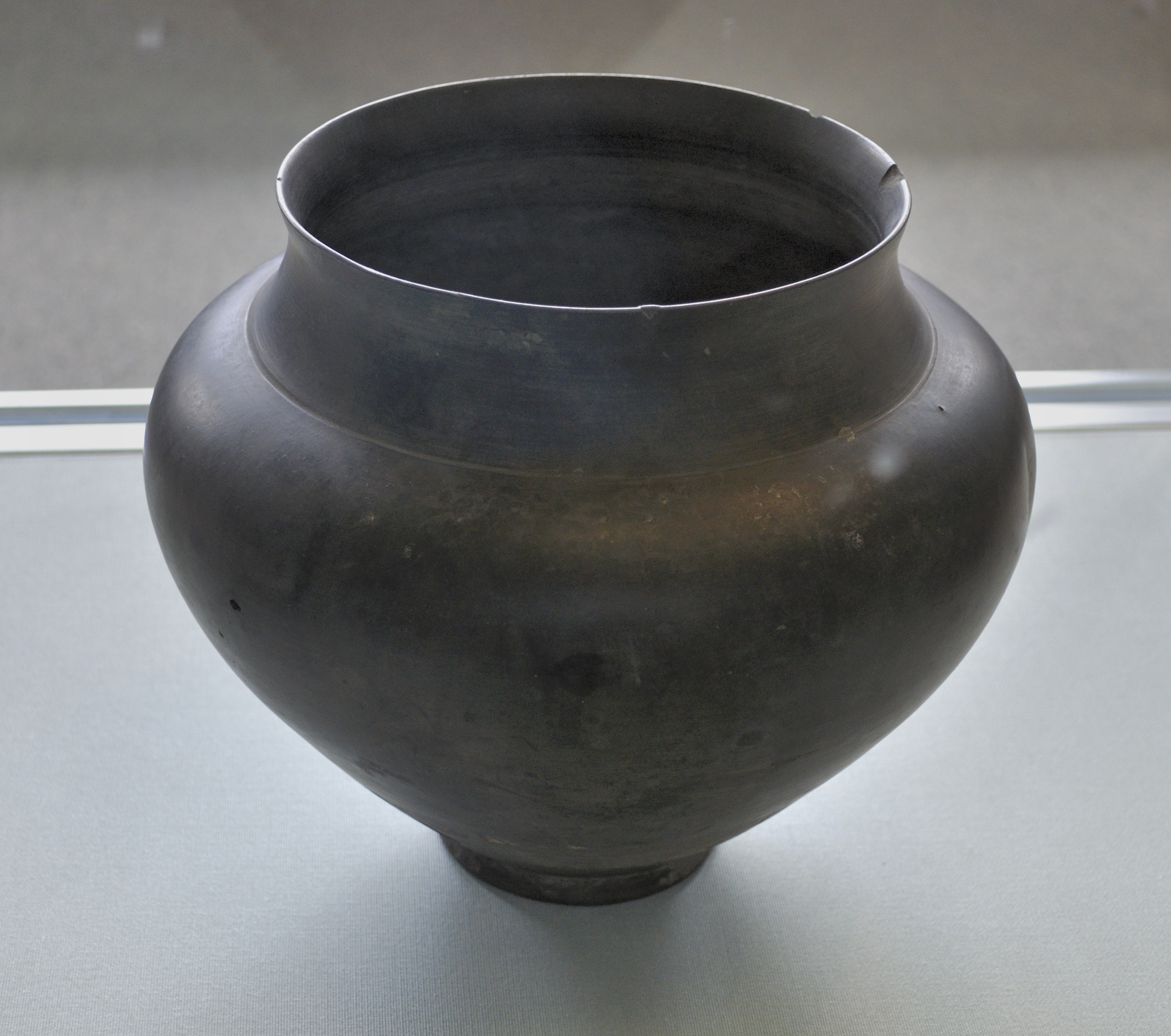
Vaso di «terra nera» romana levigata. Museo di Düsseldorf

La ceramica a vernice nera o ceramica nera è una classe ceramica caratterizzata da un rivestimento di colore nero brillante, impiegata in particolare per la ceramica fine da mensa del mondo classico e diffusa tra IV e I secolo a.C. in tutto il bacino occidentale del Mediterraneo.
Fu prodotta dapprima in Grecia a partire dal V secolo a.C. (ceramica attica a vernice nera) e poi in Italia dalla fine del IV secolo a.C. fino alla metà del I secolo a.C.
Il rivestimento esterno di colore nero o bruno scuro, più o meno lucido, è presente su tutta la superficie del vaso ed era ottenuto tramite pennellatura o tramite immersione del vaso in una miscela argillosa particolarmente ricca di ossidi e idrossidi di ferro, che in fase di cottura in atmosfera riducente (assenza di ossigeno) assumeva la peculiare colorazione nera. Il raffreddamento del vaso doveva invece avvenire in ambiente ossidante, per far sì che il rivestimento rimanesse di colore nero e mantenesse un buon grado di impermeabilità.
Oltre al cambio del colore, le variazioni chimiche nel materiale gli danno una consistenza e una durezza più simile alla pietra, il che ne aumenta la durata.
Tecnica primitiva, la ceramica nera compare in Asia, Europa, America e Africa con esemplari datati da prima del 1000 a. C. 
La ceramica a vernice nera fu soppianta nel corso del I secolo a.C. dalla terra sigillata.

## Processo di lavorazione
Prendendo come esempio di lavorazione la ceramica nera delle Asturie, fabbricata dal secolo X, una descrizione elementare permette di differenziare le fasi di preparazione dei forni, cottura dei pezzi e in questa fase, il processo di carbonatazione che produce il tipico colore nero nei pezzi. Colorazione che si ottiene quando, una volta raggiunti i 1000 °C, si introduce nella zona di combustione del forno qualcosa che brucia male, legno bagnato, per esempio. Il «molto affumicato» si ottiene chiudendo tutte le aperture del forno ed evitando così l'ingresso di ossigeno.
Il procedimento primitivo di deossigenare la cottura era quello di coprire il forno con un misto di erba e terra, che mantenevano il calore per due o tre giorni, a seconda delle dimensioni del forno. L'illuminista spagnolo Gaspar Melchor de Jovellanos lo descrisse cosí nel suo Diario IV Itinerario VIII del 1792:
(Gaspar Melchor de Jovellanos, Diario IV Itinerario VIII)

## Storia

### Età del ferro
Una delle più studiate è la cosiddetta cultura della ceramica nera lucidata settentrionale dell'Impero Maurya, nell'Asia meridionale (tra il 700 e il 200 a. C.), che successe alla Cultura della ceramica grigia dipinta (1200-600 a. C.). 
Insieme a quella si può citare la cultura della ceramica nera e rossa del Subcontinente indiano, datata tra il 1200 e il 900 a. C.
Già alla fine del Neolitico sono datati esempi di ceramica di manto fine e levigate in nero della cultura di Longshan, estesa nel nord della Cina e nella valle del fiume Yangtsé.

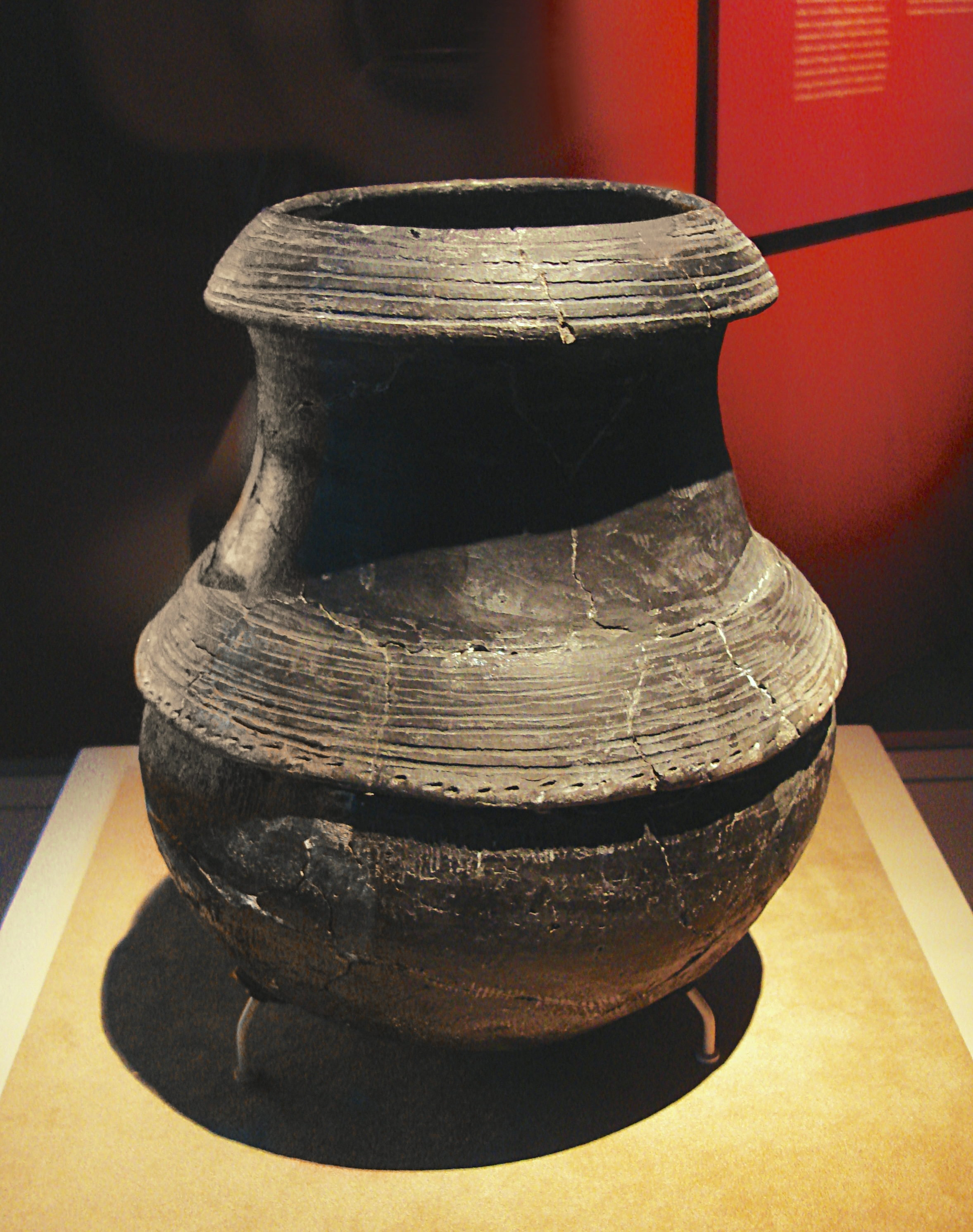
Ceramica nera della cultura di Hemudu (5000-3000 a. C.), proveniente da Yuyao, provincia di Zhejiang (Cina)
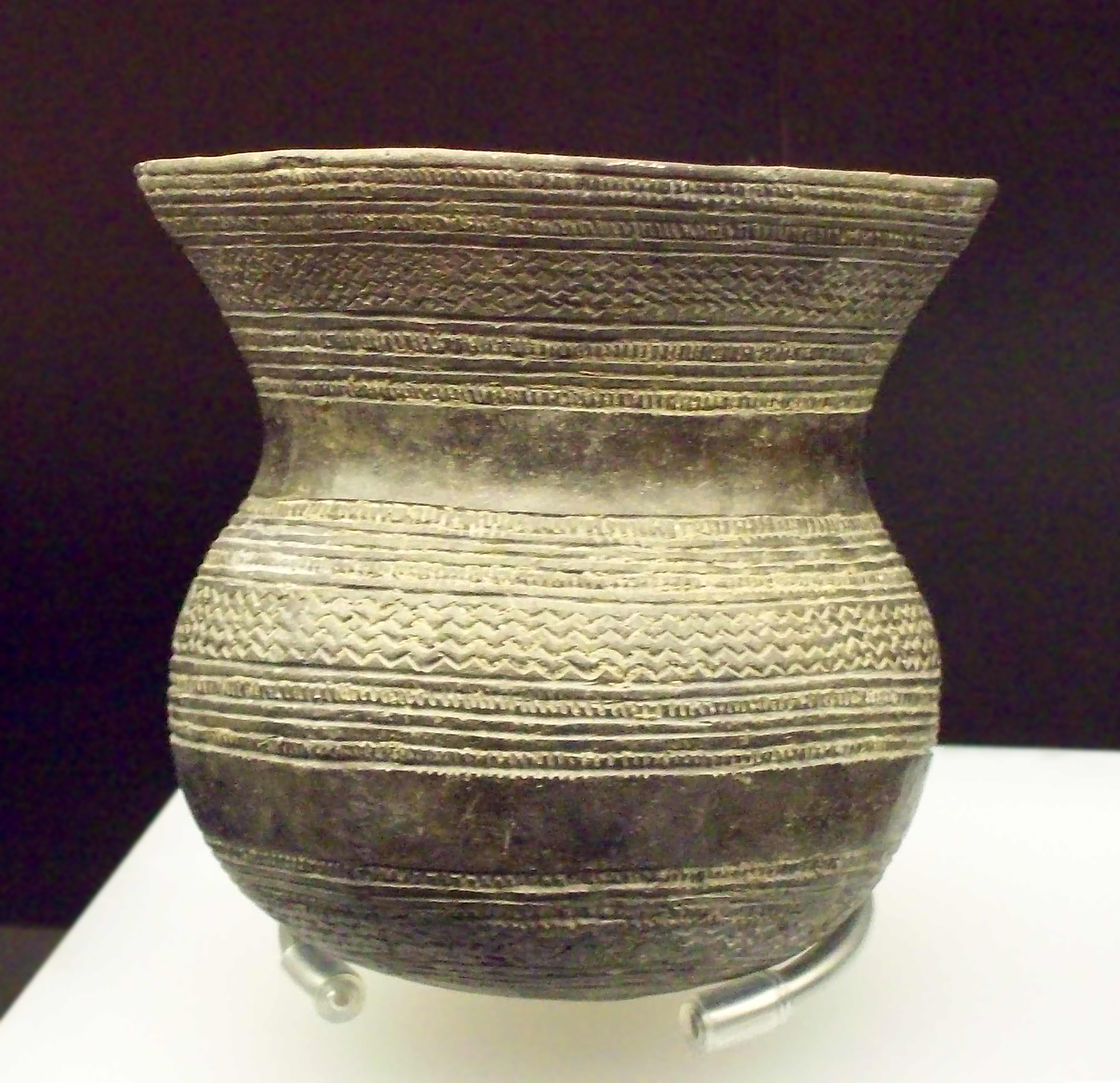
Vaso campaniforme di Ciempozuelos (Spagna)
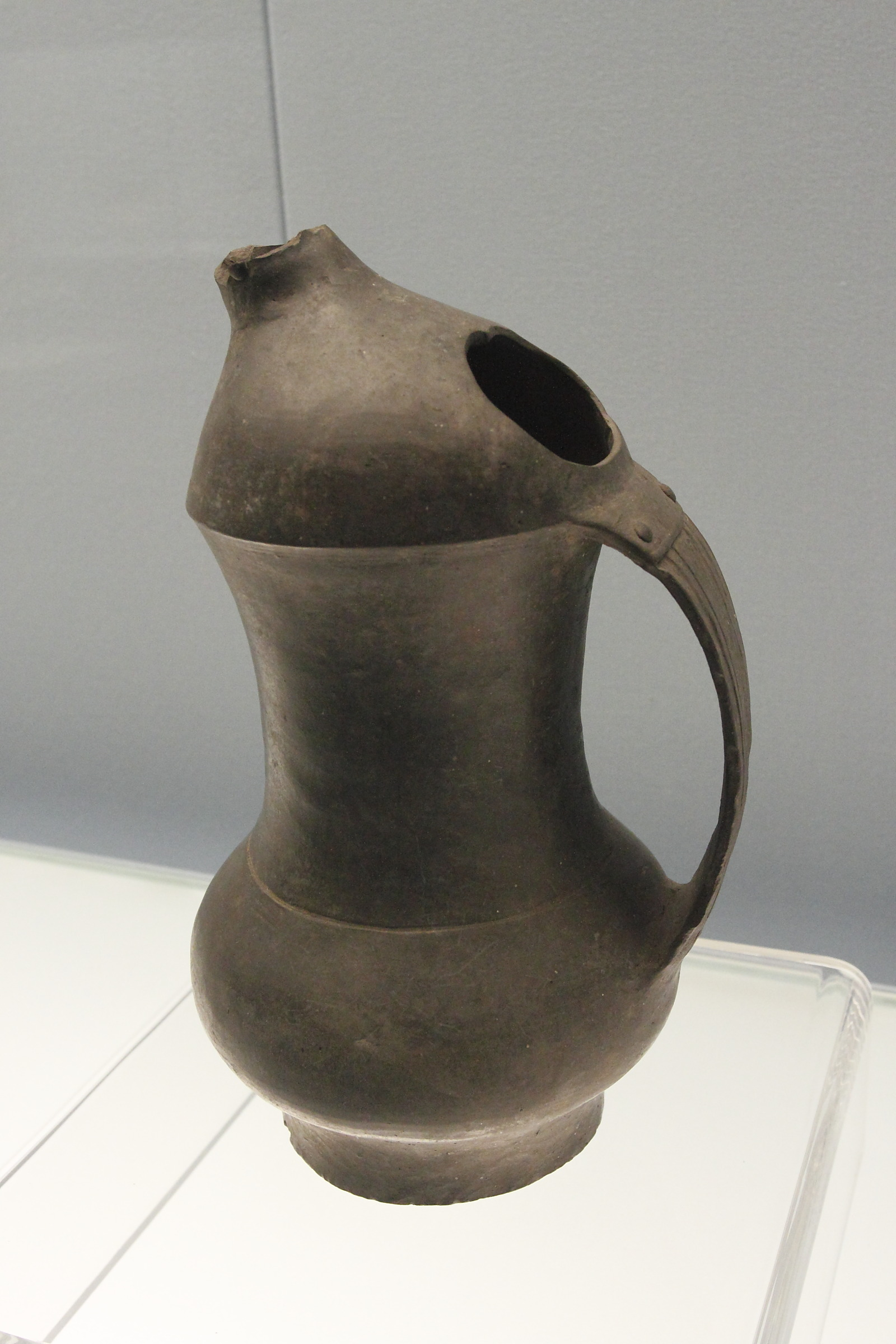
Giara He della cultura Longshan. Museo di Shanghai

### Antichità classica
(da non confondere con la ceramica a figure nere)

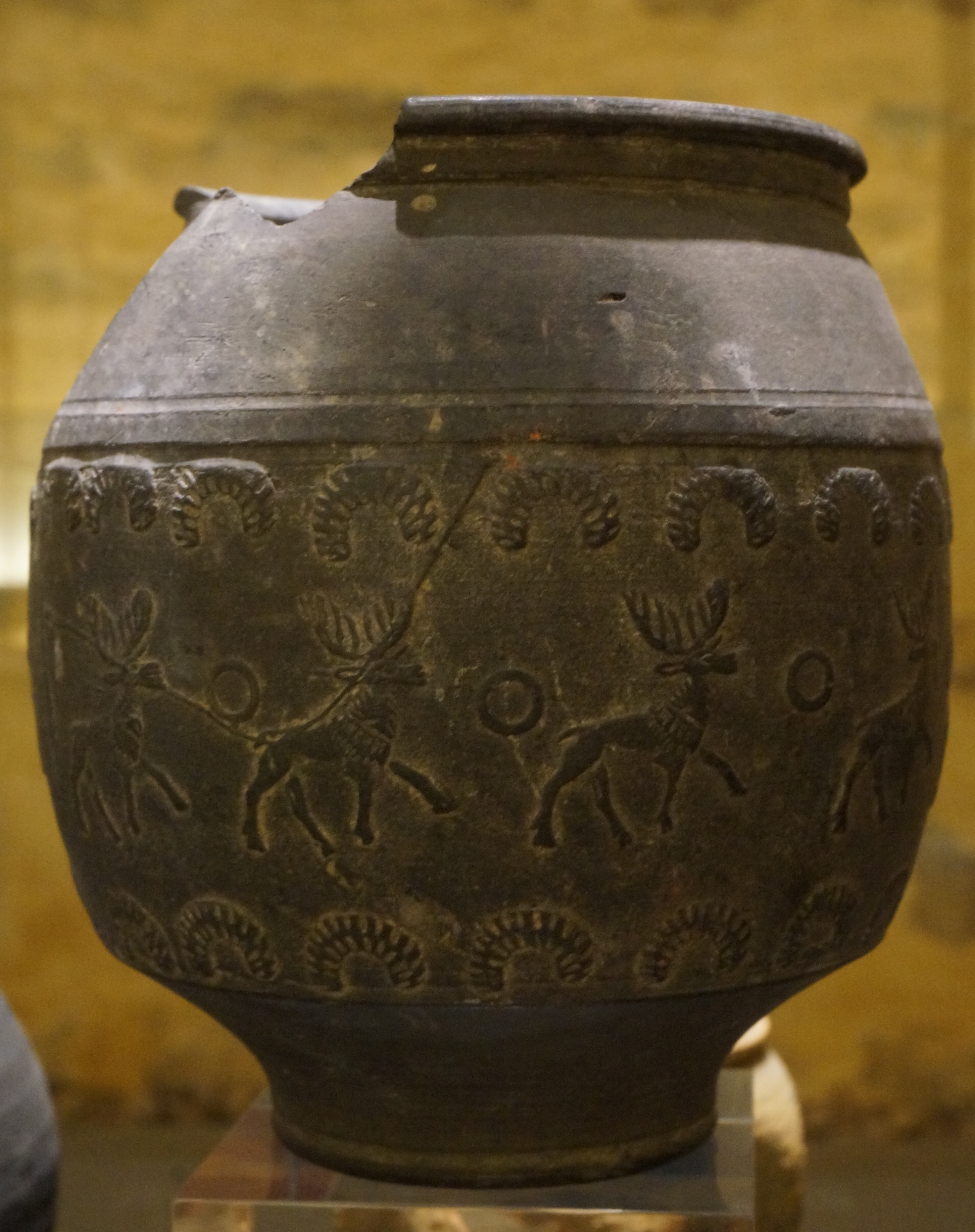
"Terra nera" romana nel Museo delle Ardenne (Francia)

Non entrano in questa classificazione –determinata dal processo di cottura–, gruppi della ceramica greca come la citata "ceramica a figure nere" (con decorazioni di figure in nero) o la ceramica policroma minoica della Kamares su fondo dipinto di nero. Non si deve neanche comprendervi la produzione ceramica verniciata o smaltata in nero (black-glaze pottery).
Tuttavia sono stati conservati esempi di lavorazione ceramica nera, grigia o mista. Un esempio di quest'ultima è la ceramica badarese di quella cultura dell'Alto Egitto, con un uso parziale del ricorso all'"asfissia" di determinate zone dell'opera di argilla. Di toni nerastri o grigi è la ceramica caratteristica dell'Etruria (la menziona Marco Terenzio Varrone in De re rustica), nello speciale dei buccheri etruschi.
Nell'ambito più ampio del mondo ellenico e romano, si può qui catalogare la cosiddetta terra nigra (black-slipped).

## Distribuzione geografica

### Spagna
Nel complesso della geografia spagnola si catalogano diversi esempi di ceramica nera, tra i quali si dovrebbero differenziare la produzione nell'antichità e il risultato della produzione ceramica tradizionale di diverse regioni e località.
Già all'inizio dell'Età del bronzo (tra il 1970 e il 1470 a.C.), si devono citare gli esempi del complesso della cultura del vaso campaniforme, con abbondante vasellame, come la precedente del sito di Ciempozuelos, conservato nel Museo archeologico nazionale di Spagna.
Si distingue il vasellame realizzato in argilla nera levigata con uno strato fine e decorata con motivi geometrici incisi.
Parimenti, tra la produzione di vasellame nero primitivo, si trova la ceramica auarita, di origine berbera, conservata nell'isola di La Palma. Di origine preistorica, fiorì nell'antico periodo precolombiano auarita (500 a 1500) e si conservò durante il periodo coloniale delle isole Canarie fino all'inizio del secolo XX.
Nel complesso della produzione ceramica si conservano interessanti esempi come la ceramica rifinita grigia tagliente, caratteristica della ceramica nera asturiana di Llamas del Mouro, Faro y Miranda e nel comprensorio di Avilés.
Non meno interesante è la produzione di Naval, con una chiara origine morisca dall'inizio del secolo XVII e documentato nel 1849. Inoltre nel nordest della penisola iberica si devono citare i classici della produzione ceramica nera catalana, come i sellons od orcioli di Verdú, o la ceramica nera popolare di Quart, documentata già nel 1484 (la stessa fonte inoltre menziona documenti simili per la produzione di altre due località gerundensi, La Bisbal, nel 1511, e Breda, nel 1583).
Dall'altro lato della Cornice Cantabrica emerge la produzione ceramica tradizionale di Gundivós, parrocchia del comune di Sober, nella provincia di Lugo.

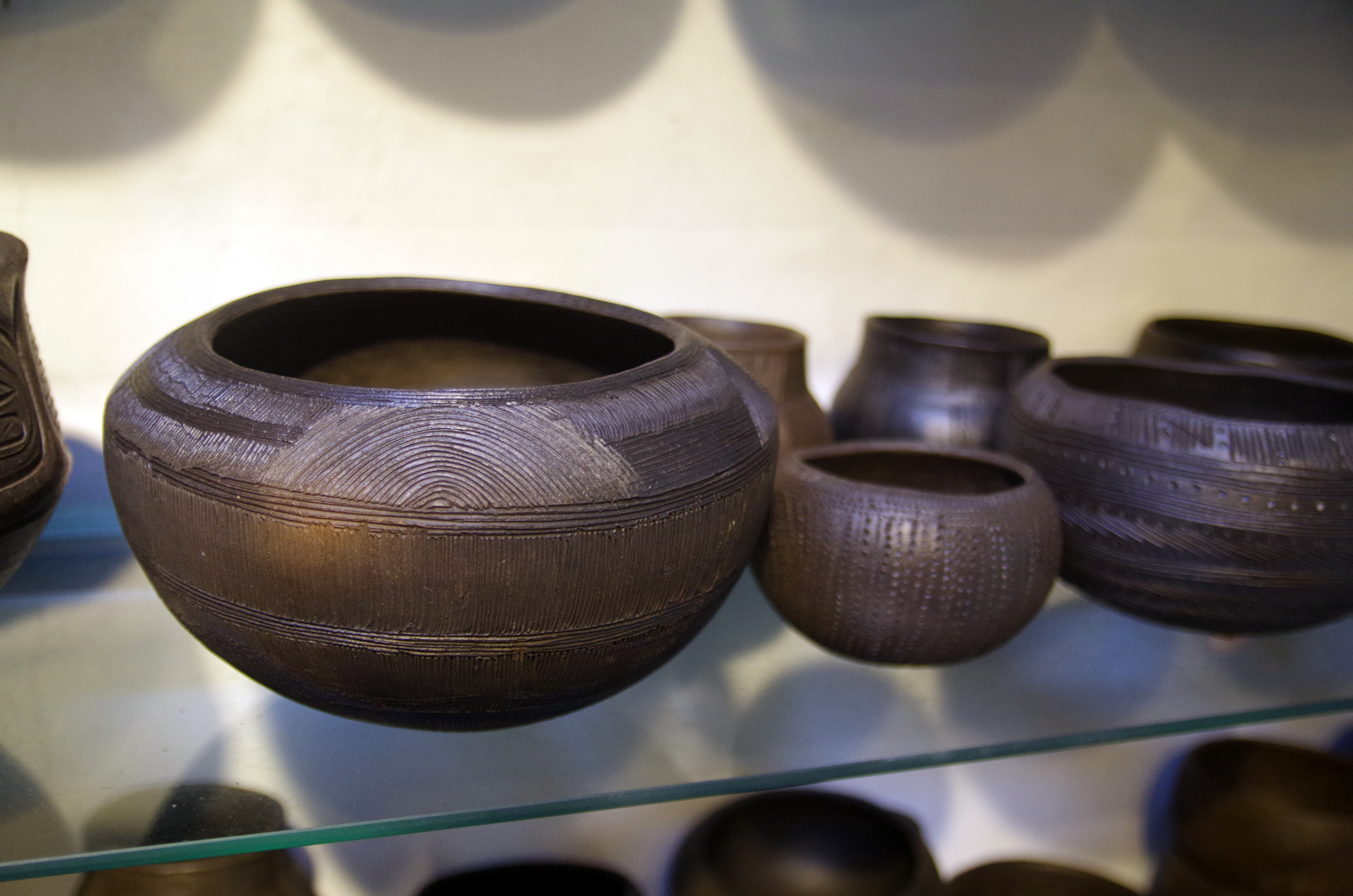
Vasellame di ceramica auarita delle Canarea
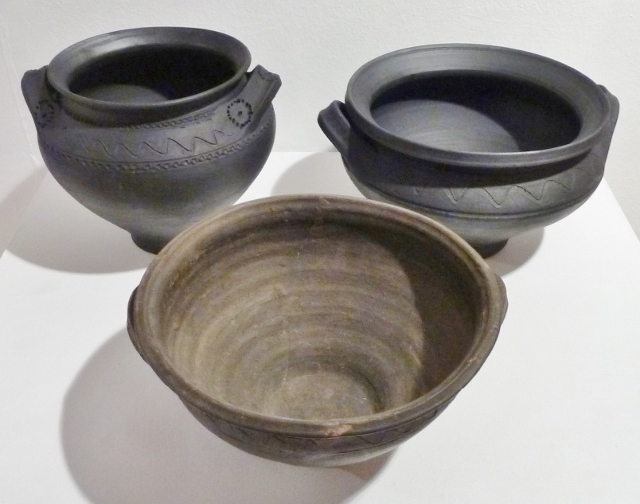
Ceramica nera di Llamas del Mouro (Asturie)
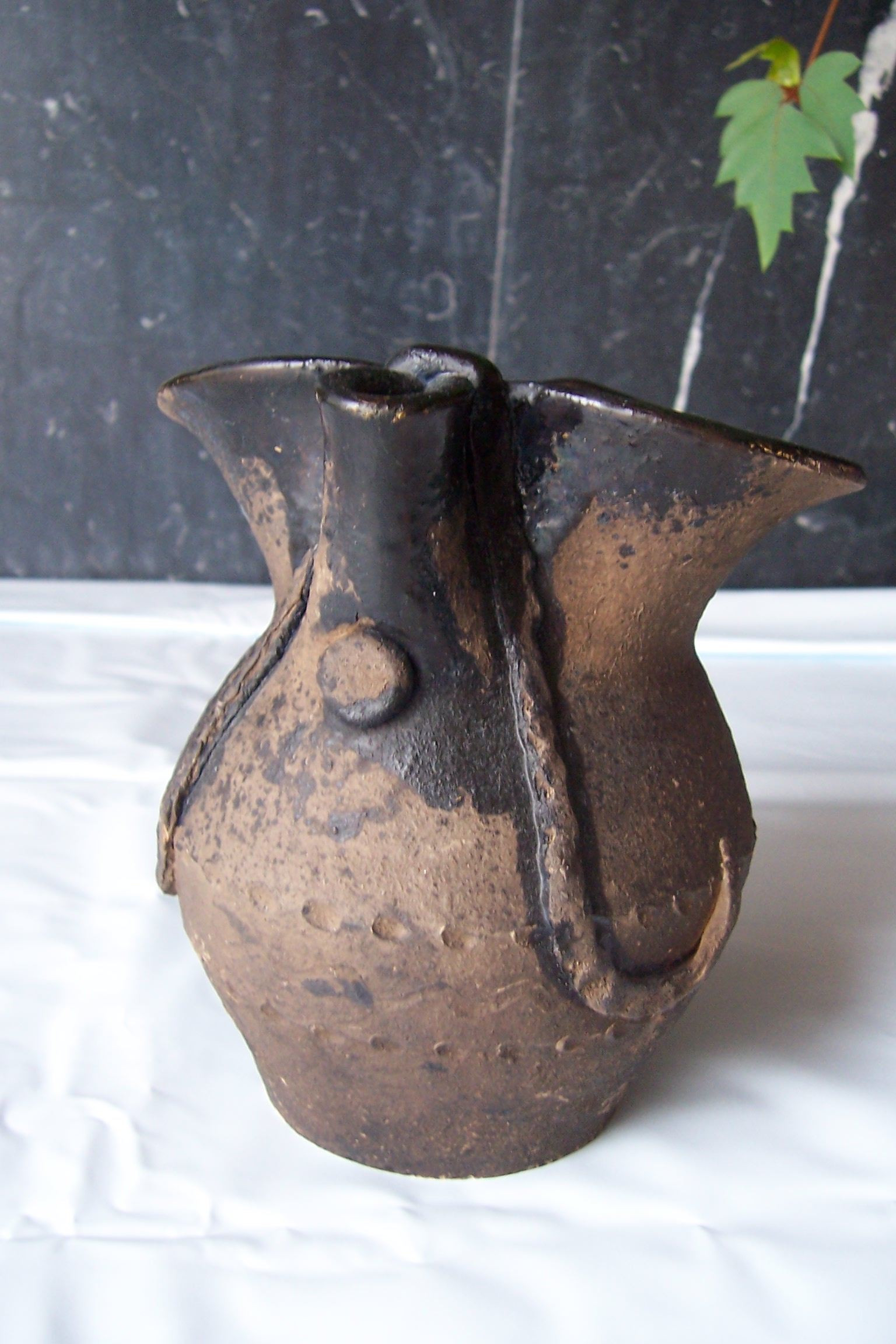
Giara con "baffi", di Gundivós, in Galizia

### Portogallo
In Portogallo si può citare la ceramica nera di Bisalhães (nel complesso di Vila Real), iscritta dall'UNESCO nella lista del Patrimonio culturale immateriale.

### Messico
La produzione vascolare messicana è ricca di esempi di ceramica nera o argilla nera, come quella prodotta nello stato di Oaxaca, o quella di Estilo Porvenir di Mata Ortiz.

### Cono Sud
Altra zona con abbondanti e svariati esempi di produzione di ceramica nera e grigia è il Cono Sud del continente sudamericano, con significative manifestazioni di eredità calchaquí, e i suoi reperti con la produzione vascolare coroplastica della provincia di Córdoba e della provincia di Tucumán, in Argentina.

## Studi
Tra i ceramologi e gli etnografi specialisti nello studio delle ceramiche nere, delle sue elaborazioni, dei suoi processi e della sua diffusione, si possono citare i tedeschi Wulf Köpke e Ilse Schütz, e lo studioso spagnolo José Manuel Feito, fondatore del Museo della ceramica nera di Avilés (Spagna).